# کاخیکا
کاخیکا (به اسپانیایی: Cajicá) یک سکونتگاه مسکونی در کلمبیا است که در Central Savanna Province واقع شده‌است.

## خصوصیات
کاخیکا ۵۰٫۴ کیلومترمربع مساحت و ۲۲٬۰۳۰ نفر جمعیت دارد و ۲٬۵۵۸ متر بالاتر از سطح دریا واقع شده‌است.